# Бриндиси, Мигель Анхель
Миге́ль А́нхель Бринди́си (исп. Miguel Ángel Brindisi; род. 8 октября 1950[…], Буэнос-Айрес) — аргентинский футболист, тренер. Провёл 46 матчей за сборную Аргентины, участвовал на чемпионате мира 1974 года. После окончания карьеры работал тренером, последний клуб «Индепендьенте», с поста главного тренера ушёл в 2013 году.

## Биография
Мигель Анхель Бриндиси родился в районе Буэнос-Айреса Альмагро, однако футбольную карьеру начинал в команде из другого района, Парк Патрисиос, в «Уракане». С этой командой он завоевал единственный в истории клуба чемпионский титул в профессиональную эру — чемпионат Метрополитано 1973 года, по итогам которого игрока признали лучшим футболистом Аргентины. Годом ранее Бриндиси стал лучшим бомбардиром первенства. В 1976—1978 годах Бриндиси выступал в Испании за «Эспаньол», после чего вернулся в «Уракан».
В 1981—1982 годах Бриндиси играл за «Боку Хуниорс», в составе которой выиграл свой второй титул чемпиона Аргентины, Метрополитано 1981. В победном турнире Бриндиси забил 16 голов, лишь на один меньше, чем главная звезда команды Диего Марадона. Спустя два года аргентинец выиграл своq третий национальный чемпионат, на этот раз в составе уругвайского «Насьоналя». Завершил карьеру футболиста Бриндиси в 1984 году в составе «Расинга» из Авельянеды.
С 1969 по 1974 год Мигель Бриндиси сыграл за сборную Аргентины в 46 матчах и забил 17 голов. В 1974 году Бриндиси выступал за «альбиселесте» на чемпионате мира в ФРГ. На турнире Бриндиси провёл четыре матча, причём игру второго этапа против сборной Бразилии он провёл с капитанской повязкой. В ней он забил свой единственный мяч на мундиале, однако аргентинцы уступили со счётом 1:2.
По окончании карьеры игрока Бриндиси успешно работал главным тренером в Аргентине, Гватемале, Эквадоре, Испании и Мексике. В 1990 году он вывел в финал Кубка Либертадорес «Барселону» из Гуаякиля, которую ранее привёл к чемпионскому титулу — это был первый выход в финал главного южноамериканского клубного турнира для эквадорских команд. Самых лучших результатов в этом качестве он добился в середине 1990-х годов, когда вместе с «Индепендьенте» выиграл чемпионат Аргентины, Суперкубок Либертадорес и континентальную Рекопу.

## Достижения

### Как игрок
| Сезон              | Клуб         | Титул                                                   |
| ------------------ | ------------ | ------------------------------------------------------- |
| 1972 Метрополитано | Уракан       | Чемпионат Аргентины по футболу Лучший бомбардир: 21 гол |
| 1973 Метрополитано | Уракан       | Чемпион Аргентины                                       |
| 1981 Метрополитано | Бока Хуниорс | Чемпион Аргентины                                       |

### Как тренер
| Сезон         | Клуб                   | Титул                              |
| ------------- | ---------------------- | ---------------------------------- |
| 1987          | Мунисипаль (Гватемала) | Чемпион Гватемалы                  |
| 1988          | Мунисипаль (Гватемала) | Чемпион Гватемалы                  |
| 1989          | Барселона (Гуаякиль)   | Чемпион Эквадора                   |
| 1991          | Барселона (Гуаякиль)   | Чемпион Эквадора                   |
| Клаусура 1994 | Индепендьенте          | Чемпион Аргентины                  |
| 1994          | Индепендьенте          | Обладатель Суперкубка Либертадорес |
| 1995          | Индепендьенте          | Обладатель Рекопы Южной Америки    |